# Región de cohesión de Moravia Central
La región de cohesión de Moravia Central (en checo: Region soudržnosti Střední Morava) es una región de cohesión de la República Checa, y un área estadística definida por la Nomenclatura de las Unidades Territoriales Estadísticas (NUTS) nivel 2. Está formada por la Región de Olomouc y la Región de Zlín.  Tiene una superficie de 9.234 km².

## Economía
El producto interno bruto (PIB) de la región fue de 19,3 billones de € en 2018, lo que representa el 9,3% de la producción económica checa. El PIB per cápita ajustado por el poder adquisitivo era de 22.400 €, el 74% de la media de la UE.  El PIB por empleado fue de 70% de la media de la UE.

## Divisiones
| (CZ-)NUTS 2                                                             | (CZ-)NUTS 2              | NUTS 3            | NUTS 3 | LAU 1                        | LAU 1  |
| región de cohesión                                                      | kód                      | kraj              | kód    | okres                        | kód    |
| ----------------------------------------------------------------------- | ------------------------ | ----------------- | ------ | ---------------------------- | ------ |
| Región de cohesión de Moravia Central                                   | CZ07                     | Región de Olomouc | CZ071  | Distrito de Jeseník          | CZ0711 |
| Región de cohesión de Moravia Central                                   | CZ07                     | Región de Olomouc | CZ071  | Distrito de Olomouc          | CZ0712 |
| Región de cohesión de Moravia Central                                   | CZ07                     | Región de Olomouc | CZ071  | Distrito de Prostějov        | CZ0713 |
| Región de cohesión de Moravia Central                                   | CZ07                     | Región de Olomouc | CZ071  | Distrito de Přerov           | CZ0714 |
| Región de cohesión de Moravia Central                                   | CZ07                     | Región de Olomouc | CZ071  | Distrito de Šumperk          | CZ0715 |
| Región de cohesión de Moravia Central                                   | CZ07                     | Región de Zlín    | CZ072  | Distrito de Kroměříž         | CZ0721 |
| Región de cohesión de Moravia Central                                   | CZ07                     | Región de Zlín    | CZ072  | Distrito de Uherské Hradiště | CZ0722 |
| Región de cohesión de Moravia Central                                   | CZ07                     | Región de Zlín    | CZ072  | Distrito de Vsetín           | CZ0723 |
| Región de cohesión de Moravia Central                                   | CZ07                     | Región de Zlín    | CZ072  | Distrito de Zlín             | CZ0724 |
| \| Región de cohesión de Moravia Central \| LAU 1 de Moravia Central \| |                          |                   |        |                              |        |
| Región de cohesión de Moravia Central                                   | LAU 1 de Moravia Central |                   |        |                              |        |